# 3トン半燃料タンク車

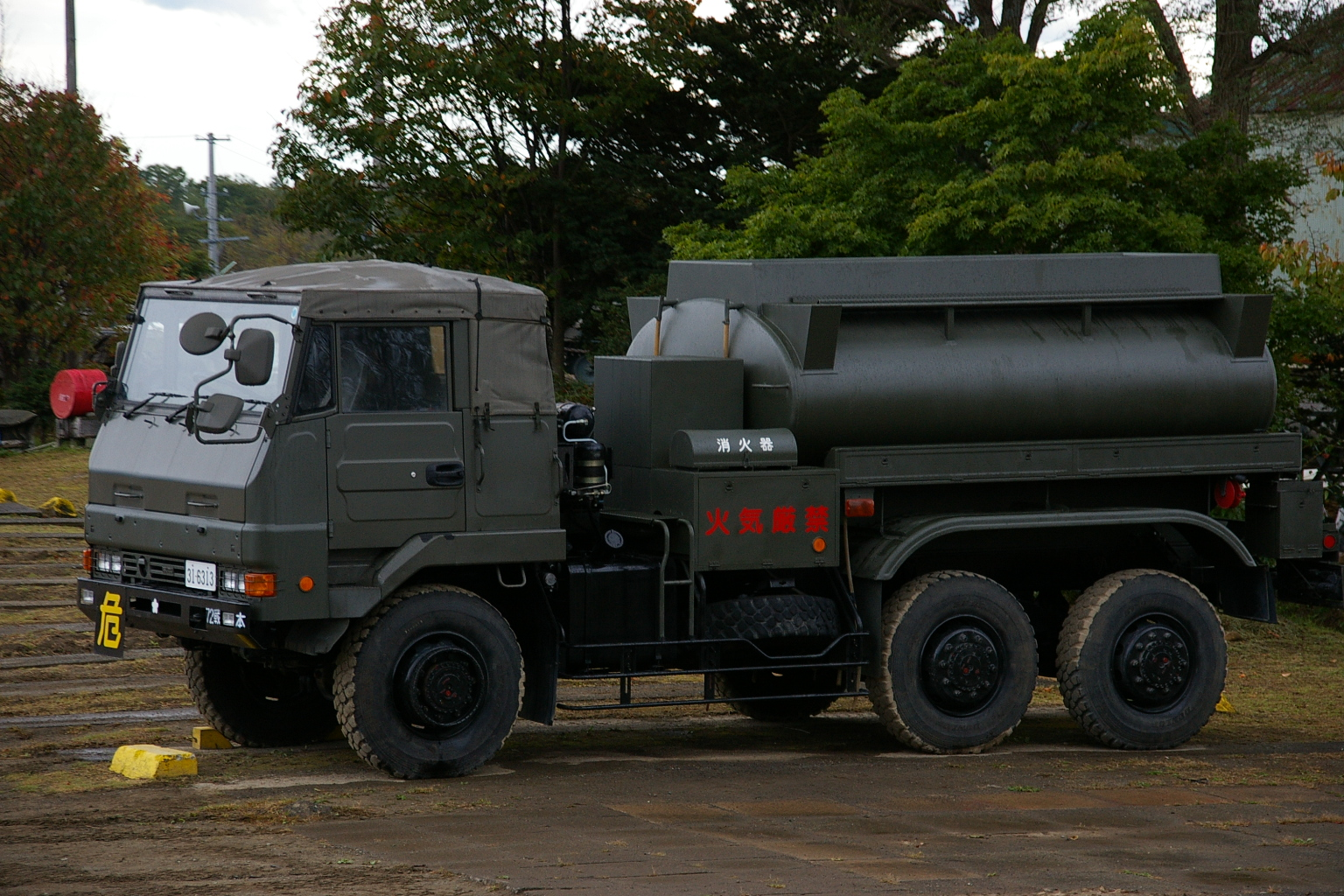
73式大型トラック（新型）ベースの3トン半燃料タンク車

3トン半燃料タンク車（3トンはんねんりょうタンクしゃ）は、陸上自衛隊の装備。
3 1/2tトラック（旧73式大型トラック）の荷台に円筒形のタンクを搭載した車両で、5,100リットルの燃料を搭載し、車体の両側から他車両への給油ができる。後方支援連隊の補給隊や後方支援隊の補給中隊、即応機動連隊の本部管理中隊に配備され、野外における燃料補給に使用される。

## 特徴
この装備は航空機の燃料補給を行うものではなく、陸上装備の燃料補給に使用される。航空機の燃料補給には3トン半航空用燃料タンク車が使用される。
法規にのっとり、前方と後方に1枚ずつ「危」の標識がつけられ、消火器が車体左右に常備される。

## 性能・諸元
- 製作：いすゞ自動車
- 全長：7190mm
- 全高：2865mm
- 全幅：2485mm
- 重量：8960kg
- 最大積載量：5100kg
- 最高速度：105km/h
- 出力：285PS